# シャドウラン (1996年のビデオゲーム)
『シャドウラン』（英: SHADOWRUN）は、1996年2月23日にコンパイルから発売されたメガCD用アドベンチャーRPG。

## 概要
シャドウランはサイバーパンクを題材とした作品であり、TRPG『シャドウラン』（FASAコーポレーション）日本語版のリプレイや小説とキャラクターが共通している。「最強最後のMEGA-CD・RPG!!」と銘打たれており、日本国内では最後のメガCD用ソフトとなる。
開発はコンパイルおよびソフィックスが行い、プロデューサーは後にセガサターン用ソフト『ぷよぷよSUN』（1997年）を手掛けた仁井谷正充が担当、イラストレーターは後に業務用ソフト『三国志大戦』（2005年）を手掛けた士貴智志が担当、美術はメガCD用ソフト『電忍アレスタ』（1992年）を手掛けた森田健吾が担当、デザイナーはスーパーファミコン用ソフト『スーパーアレスタ』（1992年）を手掛けた谷田貴史が担当した。
日本では、第2版の日本語訳にあたるシャドウラン日本語版が1994年富士見書房より刊行され、90年代はグループSNEによるリプレイ、サプリメント、小説などのサポートが行われていた。当時の日本語版責任者はグループSNEの江川晃である。富士見書房のTRPG事業が縮小するに伴い製品の販売・サポートは停止した。

## 登場キャラクター
プレイヤーキャラクター
六堂ヒューマンのストリート・サムライ。かつて自身を破ったランナー「鬼角」に復讐を誓っている。銃器を購入するのが趣味で、最終的にはアサルトライフルやグレネードランチャー等かなりの重武装となっていた。
紫雲ヒューマンのフォーマー・カンパニーマン。元アズテクノロジーの社員で、冷静沈着なチームの参謀格。共に前衛を担当するためか、六堂とは仲が良い。プロのビジネスとして仕事を行うのがポリシー。
Dヘッドエルフのデッカー。ハンドルの由来は「電脳中毒者（デッキヘッド）」の意。時系列的には第二部でジェーンの紹介を受けてチームに協力し、彼女に変わってチームへ参加、第一部で活躍する。第一部の終盤ではヒューマニス・ポリクラブの陰謀に巻き込まれてしまう。マトリックスでのアイコンは顔のない手品師。
マオヒューマンのストリート・シャーマン。猫に仕える巫女で、好奇心旺盛。上野で師匠が営む十日堂というマジックショップの店員をしているが、何にでも首を突っ込もうとする。同名のランナーが『天使たち』シリーズにも登場するが、別人である。
殺（シャア）ヒューマンのフィジカル・アデプト。元ストリートキッズの天真爛漫な少女でチーム最年少。マオとは姉妹のように仲が良い。師匠を失ったことで、彼の名を継いでランナーとなる。本名は「桂（ケイ）」。作中通してほぼ１回も敵の攻撃を受けていない。
ジェーン・ドゥヒューマンのバーンアウト・メイジ。神明院化学の実験に参加した際に双子の姉を亡くし、その復讐のため六堂たちを集めてパペットマスターへ挑む。しかし部分的な記憶を失っており、そこには秘密が隠されていた。バーンアウト・メイジ故の魔力の低さを補う意味でか、ほぼ情報収集に特化したメイキングが施されており、戦闘に際してはメイジでありながら魔法を用いず、銃撃一本で闘う。
NPC
遠山渋谷に事務所を構えていた私立探偵。事件に巻き込まれて消息を絶つ。愛人が業務を引き継ぎ、ランナーへの情報売買を行っている。
飯綱インターアームズ社のウェッジ・メイジ。ストリートの孤児をスカウトして企業工作員に仕立てていた。腕利きだが冷酷な男。現在は鳴神を追跡している。実はサイバー化を施したバーンアウト・メイジで、魔力が低下している。作中でもそれを反映し、（ドレインが身体ダメージを及ぼしたせいで）血を吐きながら魔法を行使する描写が見られる。
鳴神ストリートメイジ。元は飯綱の部下だったが彼を裏切って脱走し、今はライトニングというギャングのリーダーとなっている。"ケイ"という少女を探している。
伊達男オークのストリート・サムライ。オークの孤児院へ資金援助をするため、危険な仕事に手を染めている。
闇羽（ダークフェザー）鴉に仕えるシャーマンの少年。マオの弟弟子。手に入れたデータを横流ししようと、六堂たちを騒動に巻き込む。
静エルフの女性ロックシンガー。メタヒューマンからの幅広い支持を受けているが、そのためヒューマニス・ポリクラブより狙われている。
鬼角（オーガヘッド）かつて六堂に辛酸を嘗めさせたシャドウランナー。チームを組んだ六堂の前に再び現れ、決着をつけようとする彼を迎え撃つ。ヒューマニス・ポリクラブの一員。純血のヒューマンだが、生まれつきの異貌故に幼少時からメタヒューマン呼ばわりされ、周囲から爪弾きにされ続ける人生を歩んできたため、性格が歪んでしまった悲劇の人物。大きな外見の特徴として、額の右側に植えた長い角があるが、これは自身で植え込んだ後天的産物で、ヒューマニスに身を寄せている境遇と同じく、自身の境遇を皮肉るためのもの。
パペットマスタージェーンが仇として狙うシャドウランナー。他人を洗脳する魔術を得意としている。
猫眼・ヒューイ・紅龍・銀狐・スイーパーパペットマスターとチームを組んでいたシャドウランナー。それぞれ魔術師、熊のシェイプシフター、フィジカルアデプト、マーセナリー、スナイパー。
霞 冬子西晶学院に通う女子中学校。彼女の護衛を引き受けて学校に潜入した殺と友人になる。
式部ジェーンの姉。二年前、神明院化学の魔法研究所での実験中、パペットマスターらのチームによって襲撃されて以来、行方不明。
グレッグ・ウェインアズテクノロジーのカンパニーマン。紫雲の教官役であり、かつての相棒。紫雲に任務への協力を持ちかける。
ルースエルフの女性。三浜セキュリティサービスのカンパニーマン。バイクを乗り回し、パペットマスターを追う六堂らに介入する。フィジカル・アデプトであり、フィンガーチップ・コンパートメント（指先に偽装した隠し物入れ）に隠した、モノフィラメント・ウィップを武器に闘う。
ドミノヒューマンのシャドウランナーで、ハンディカメラを片手に危険な取材を行っている。
雑学屋・寂鬼（ジャッキ）・涼風ドミノとチームを組むランナー達。それぞれハッカー、オーク・サムライ、メイジ。

## スタッフ
- 企画：グループSNE、谷田貴史、うゑみぞ
- シナリオ：江川晃、村川忍、グループSNE
- プログラム：TAKA（谷田貴史）
- グラフィック：森田健吾、弓弦之助、Wizard、志茂田マーキュリー
- サウンド：LMS Music、BA.M（南智紀）、長尾英之助、松島剛史
- デザイン制作：レインボーPaPa、木戸福三郎、姫月あやめ、上人一速、阿門
- メインイラスト：士貴智史
- 協力：大塚くみちょ、佐藤隊長、沢渡寿三郎（高本伸一郎）、弥隠（輪くすさが）、shiki（一色純平）、（株）アプリックス
- プロデュース：MOO仁井谷（仁井谷正充）

## 評価
- ゲーム誌『ファミコン通信』の「クロスレビュー」では合計24点（満40点）になっている[2]。

- ゲーム本『メガドライブ大全』（2004年、太田出版）では、「スナッチャー」と評している[3]。

| 項目 | キャラクタ | 音楽 | お買得度 | 操作性 | 熱中度 | オリジナリティ | 総合 |
| 得点 | 3.2        | 3.9  | 3.4      | 3.4    | 3.5    | 3.8            | 21.0 |